# Evangelische Kirche (Okarben)

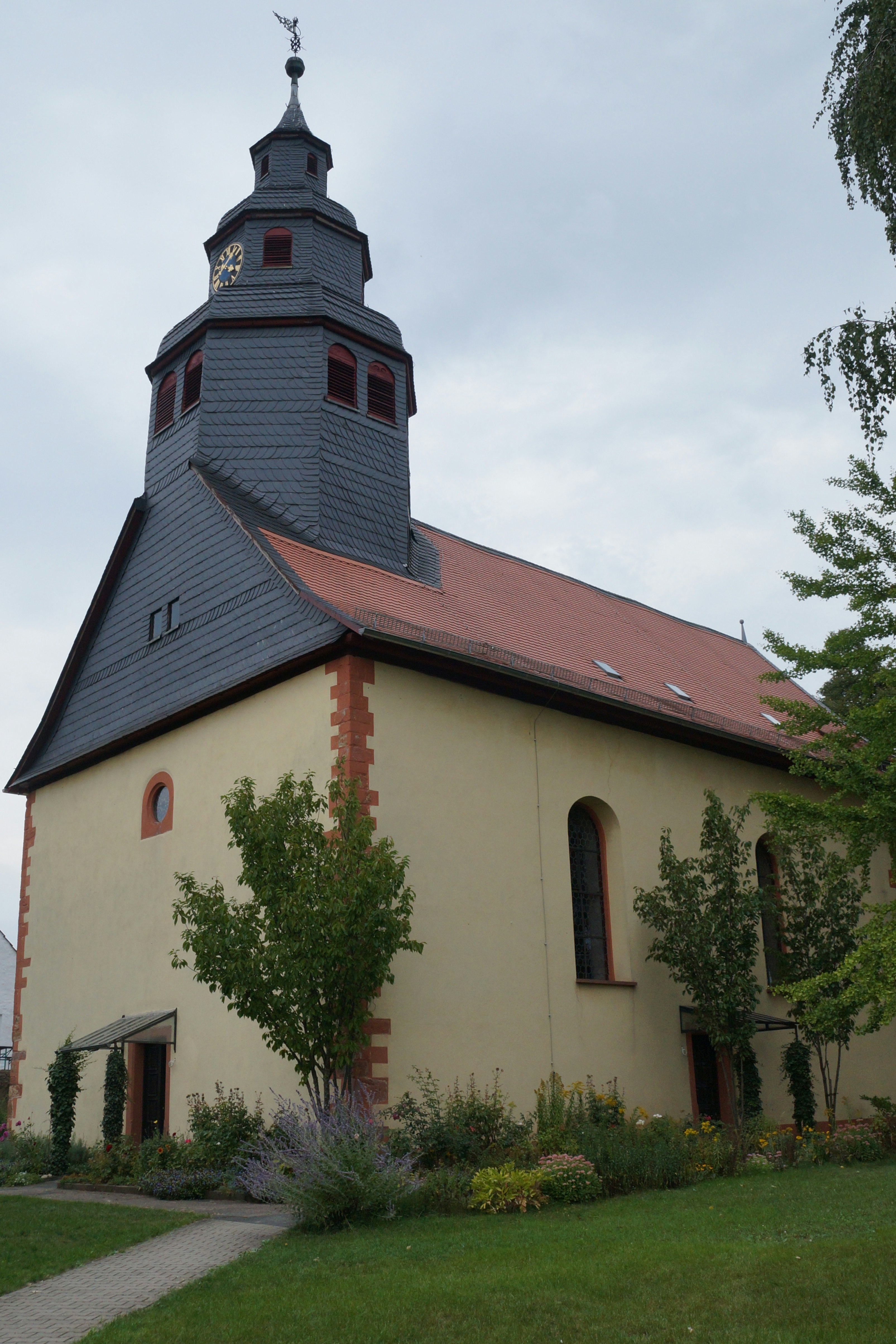
Evangelische Kirche (Okarben)

Die Evangelische Kirche Offenthal ist ein denkmalgeschütztes Kirchengebäude, das in Okarben steht, einem Stadtteil der Gemeinde Karben im Wetteraukreis in Hessen. Die Kirche gehört zur Gesamtkirchengemeinde Karben im Dekanat Wetterau der Propstei Oberhessen der Evangelischen Kirche in Hessen und Nassau.

## Beschreibung
In den Jahren 1706/1707 wurde mit dem Bau der barocken Saalkirche unter Verwendung von Spolien eines mittelalterlichen Vorgängers, der über den Fundamenten eines Praetorium gebaut wurde, begonnen. Über dem Portal an der Südseite des Kirchenschiffs steht die in Stein gehauene Jahreszahl 1708, dem Jahr der Fertigstellung. Im Oktober 1709 erfolgte die Einweihung und 1710 wurde der Bau vollendet. Aus dem Satteldach des Kirchenschiffs erhebt sich im Westen ein achteckiger Dachreiter, der mit einer mehrstöckigen Haube bedeckt ist. Im Osten befindet sich ein eingezogener dreiseitiger Chor. Die Brüstungen der dreiseitigen Emporen sind bemalt. Der Orgelprospekt stammt zwar von 1781/84, die heutige Orgel mit 8 Registern, 2 Manualen und einem Pedal wurde aber erst 1908 von der Förster & Nicolaus Orgelbau errichtet.